# Ambroży (Gudko)
Ambroży, imię świeckie Wasilij Iwanowicz Gudko (ur. 28 grudnia 1867 w Tyszowcach, gubernia lubelska, zm. 9 sierpnia 1918 w guberni kazańskiej) – biskup Rosyjskiego Kościoła Prawosławnego, święty nowomęczennik.

## Życiorys
Pochodził z rodziny wyznania unickiego z Lubelszczyzny. W wieku ośmiu lat razem z całą rodziną przeszedł na prawosławie podczas likwidacji unickiej diecezji chełmskiej i administracyjnego zaliczenia jej wiernych w poczet wyznawców prawosławia. Ukończył prawosławne seminarium duchowne w Chełmie, a następnie w 1893 r. – Petersburską Akademię Duchowną. Jako student, w 1891 r., złożył wieczyste śluby mnisze z imieniem Ambroży, zaś w 1893 został wyświęcony na hieromnicha. Od 1893 do 1897 r. kierował szkołą katechetów przy misji prawosławnej na Ałtaju, zaś od 1897 do 1899 r. – kierownikiem nowo powstałej rosyjskiej misji prawosławnej w Korei. Z powodu sprzeciwu władz koreańskich nigdy nie uzyskał jednak prawa wjazdu do tego kraju. W 1897 r. otrzymał godność archimandryty. W 1901 r. objął stanowisko rektora Wołyńskiego Seminarium Duchownego z siedzibą w Żytomierzu.
30 maja 1904 r. w soborze Przemienienia Pańskiego w Żytomierzu przyjął chirotonię biskupią z tytułem biskupa krzemienieckiego, wikariusza eparchii wołyńskiej. W charakterze konsekratorów w obrzędzie wzięli udział metropolita kijowski i halicki Flawian, arcybiskup wołyński i żytomierski Antoni, biskupi lubelski Eulogiusz i humański Agapit. Następnie od 1909 do 1914 był biskupem bałckim, wikariuszem eparchii podolskiej, zaś od 1914 do 1916 – biskupem sarapulskim, wikariuszem eparchii wiackiej i słobodzkiej. Od 1916 r. ordynariusz nowo powstałej eparchii sarapulskiej i jełabuskiej. W swojej eparchii założył oddziały ogólnorosyjskich bractw trzeźwości, walczył z sektami. Otwarcie krytykował działalność administracji gubernialnej (piętnował m.in. pijaństwo i nadużycia urzędników). 
W maju 1917 został zwolniony z katedry biskupiej. Pozostał natomiast przełożonym monasteru Zaśnięcia Matki Bożej w Swijażsku. Po rewolucji październikowej biskup Ambroży publicznie modlił się w intencji uwięzionego byłego cara Mikołaja II i wzywał wiernych do nieulegania propagandzie ateistycznej oraz do obrony świątyń. Aresztowany w 1918, w marcu tego samego roku został uniewinniony przez trybunał rewolucyjny.
Jak podaje Jarosław Charkiewicz, 12 maja 1918 w czasie uroczystości ku czci ikony świętego patriarchy moskiewskiego Hermogena, wygłosił kazanie o monarchistycznym wydźwięku. W związku z tym w czerwcu 1918 r. został ponownie aresztowany jednak drugi proces przed Trybunałem Rewolucyjnym także zakończył się wyrokiem uniewinniającym. Hagiograf ihumen Damaskin (Orłowski) pisze natomiast, że w lipcu 1918 r. Ambroży został aresztowany po raz drugi, zaś 9 sierpnia tego samego roku został zamordowany bez wyroku sądowego. 
W 1999 r. kanonizowany jako święty czczony lokalnie w eparchii kazańskiej i tatarstańskiej, w 2000 zaliczony do Soboru Świętych Nowomęczenników i Wyznawców Rosyjskich. Zaliczany jest również do Soboru Świętych Udmurckich.